# Yūko Arimori
Yuko Arimori, 有森 裕子 en japonés (Okayama, Japón, 17 de diciembre de 1966), es una exatleta japonesa especializada en la maratón. Se le considera la primera atleta femenina profesional en Japón.

## Palmarés
| Fecha | Competición          | Lugar                  | Resultado | Registro        |
| ----- | -------------------- | ---------------------- | --------- | --------------- |
| 1991  | Campeonato del mundo | Japón Tokio            | 4.        | 2 h 31 min 08   |
| 1992  | Juegos Olímpicos     | España Barcelona       | 2.        | 2 h 32 min 49 s |
| 1995  | Maratón de Hokkaido  | Japón Sapporo          | 1.        | 2 h 29 min 17 s |
| 1996  | Juegos Olímpicos     | Estados Unidos Atlanta | 3.        | 2 h 28 min 39 s |

## Récords
| Prueba        | Registro        | Lugar                     | Fecha                    |
| ------------- | --------------- | ------------------------- | ------------------------ |
| Media maratón | 1 h 12 min 52 s | Estados Unidos Filadelfia | 17 de septiembre de 2000 |
| Maratón       | 2 h 26 min 39 s | Estados Unidos Boston     | 19 de abril de 1999      |